# Leto dolga cesta
Leto dolga cesta (tudi Cesta dolga eno leto, italijansko La strada lunga un anno, srbohrvaško Cesta duga godinu dana) je črno-beli dramski film iz leta 1958, posnet v italijansko-jugoslovanski koprodukciji. Režiral ga je Giuseppe De Santis in zanj napisal tudi scenarij skupaj z Eliem Petrijem, Giannijem Puccinijem, Mauriziem Ferraro, Toninon Guerro in Mariem Socratejem. V glavnih vlogah nastopajo Silvana Pampanini, Bert Sotlar in Gordana Miletić. Zgodba prikazuje kmeta Emila Kozmo (Sotlar) iz odmaknjene vasice, ki začne graditi cesto proti bližnjemu mestu. Sčasoma se mu pridružijo sovaščani, misleč da gre za državni projekt. Ko izvejo, da je Kozma začel graditi na lastno pobudo in brez dovoljenja, pa je že prepozno.
Film je bil premierno prikazan 12. julija 1958 v jugoslovanskih kinematografih in je naletel na dobre ocene kritikov, na Puljskem filmskem festivalu pa je bil nagrajen s srebrno areno za drugi najboljši film. Osvojil je zlati globus za najboljši tujejezični film, ki si ga je delil s filmoma Rosemary in L'eau vive, nagrado za najboljšega glavnega igralca (Girotti) na Mednarodnem filmskem festivalu v San Franciscu in bil nominiran za najboljši mednarodni film na Mednarodnem filmskem festivalu Mar del Plata. Kot prvi je bil izbran je bil za jugoslovanskega kandidata za oskarja za najboljši tujejezični film na 31. podelitvi in bil tudi nominiran.

## Vloge
- Silvana Pampanini kot Giuseppina Pancrazi
- Eleonora Rossi Drago kot Susanna
- Massimo Girotti kot Chiacchiera (Naklapalo)
- Bert Sotlar kot Guglielmo Cosma (Emil Kozma)
- Ivica Pajer kot Lorenco
- Milivoje Živanović kot Davide
- Gordana Miletić kot Angela
- Nikša Stefanini kot David
- Hermina Pipinić kot Agneza
- Lia Rho-Barbieri kot Roza
- Antun Vrdoljak kot Bernard